# Стравинський Федір Гнатович
Фе́дір Гна́тович Страви́нський (8 (20) червня 1843, маєток Новий Двір, Речицький повіт Мінської губернії, Російська імперія — 21 листопада (4 грудня) 1902, Петербург) — російськомовний співак (бас), походив з українського козацького роду Сулими-Стравинські.
Батько видатного композитора Ігоря Федоровича Стравинського. 

## Походження
Рід Стравинських походить з Волині. За словами директора музею в Устилузі Володимира Терещука, герб Стравинських успадкував елементи герба гетьмана Івана Сулими. У родині пишалися належністю до цього старовинного українського роду. Син композитора Ігор писав: «Наше прізвище було Сулима-Стравинські, однак коли Росія анексувала частину Польщі, то „Сулима“ з якоїсь причини було випущене з нашого прізвища». Цю втрату він компенсував, давши своєму синові Святославу подвійне прізвище Сулима-Стравинський.
Федір Стравинський був родом з Мінської губернії.

## З життя і творчості

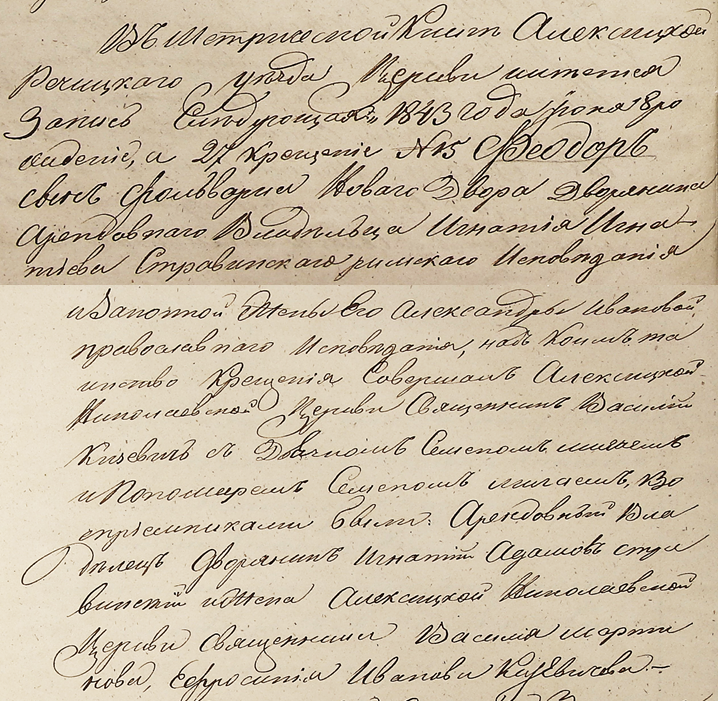
Витяг з метричної книги Олексицької церкви про народження та хрещення Федора Стравинського

В цій родині, шляхетської з боку батька і селянської по материнській лінії, було четверо дітей. Всі вони — Олександр, Ольга, Костянтин, Федір — народилися в різних фільварках, орендованих батьками в Речицькому повіті Мінської губернії протягом 1835—1843 рр., — Лінтерня, Каролін, Корнеліянов, Новий Двір. Його батько, агроном Гнат Гнатович, жив і працював у поміщиків Білорусі та України, зокрема, у Чернігівській та Полтавській губерніях. З дитинства Федір виховувався в Брагіні в родині матері, пізніше у батькового брата Станіслава Гнатовича, та вчився у Мозирі у дворянському училищі. У 1859 році сім'я Стравинських переїхала до Ніжина, і Федора перевели до Ніжинської гімназії при Юридичному ліцеї, де він провчився два роки і знову повернувся до Мозиря, де була відкрита гімназія. Співав у церковному хорі і брав участь у театральному гуртку. Після закінчення Мозирської гімназії, у 1865 році вступив до Ніжинського юридичного ліцею князя Безбородька, але провчившись там один семестр, перевівся в Університет Святого Володимира у Києві. Вчився там з січня 1866 року до жовтня 1868 року і змушений був повернутися у Ніжин до Юридичного ліцею князя Безбородька, який закінчив у 1869 році. У 1869—1873 роках вчився в Петербурзькій консерваторії по класу К. Еверарді. Виріс на українських народних піснях.
Дебютував у Києві на сцені оперного театру (1873). Тут співав до 1876 року, потому — в Маріїнському театрі (Петербург).
У травні 1874 року Федір Стравинський одружився з талановитою київською піаністкою Ганною Кирилівною Холодовською, родичкою Сергія Дягілева, яка походила з українського козацького роду Холодовських. В Києві в 1875 році у них народився син Роман, який прожив лише двадцять один рік. 
14 червня 1882 року у Петербурзі народився їх син Ігор, майбутній видатний композитор і диригент.
Діяльність Федора Стравинського — «яскрава сторінка» в історії українського реалістичного виконавського мистецтва. Співак боровся з оперною рутиною, велику увагу приділяв драматичній стороні виконання (міміці, жестам, сценічній поведінці, гриму, костюму).
Ф. Г. Стравинський створив різнохарактерні образи: Єрьомка, Олоферн («Ворожа сила», «Юдіфь» Сєрова), Мельник («Русалка» Даргомижського), Фарлаф («Руслан і Людмила» Глинки), Голова («Травнева ніч» Римського-Корсакова), Мамиров («Чародійка» Чайковського), Мефістофель («Фауст» Гуно і «Мефістофель» Бойто) та інші. Майстерно виконував характерні епізодичні ролі. Виступав у концертах.